# Armin Hörmann
Armin Hörmann (* 1. Oktober 1907 in Bremen; † 13. Februar 1979 in Celle) war ein deutscher Politiker (SPD). Er war von 1954 bis 1955 ehrenamtlicher Landrat des Landkreises Celle und anschließend bis 1963 Abgeordneter im Niedersächsischen Landtag.
Hörmann begann nach der Schullaufbahn eine Lehre als technischer Kaufmann bei den Hansa-Lloyd-Werken in Bremen. Seit 1922 betätigte er sich in der sozialistischen Bewegung und wurde Mitglied des Internationalen Sozialistischen Kampfbundes. Er studierte drei Jahre lang an der von Leonard Nelson geleiteten Philosophisch-Politischen Akademie in Walkemühle bei Melsungen-Adelshausen das Fach Volkswirtschaft. Von 1928 bis 1936 arbeitete er danach als kaufmännischer Angestellter der Großeinkaufs-Gesellschaft Deutscher Consumvereine (GEG) Hamburg. In Oldenburg, Nienburg an der Weser, Bremervörde und Hamburg war er insbesondere auf dem landwirtschaftlichen Sektor tätig. Hörmann verlor seine Stelle 1936 wegen seines Widerstandes gegen den Nationalsozialismus und war danach als selbständiger Kaufmann eines Lebensmittel-Filialunternehmens in Hermannsburg und Faßberg tätig. Zwischen 1939 und 1945 war er bei der Wehrmacht.
Nach Ende des Zweiten Weltkrieges übernahm er 1954 einen landwirtschaftlichen Betrieb in Gerdehaus, einem Ortsteil der Gemeinde Faßberg, im Landkreis Celle, den er in der Folgezeit um einen Hotel- und Gaststättenbetrieb erweiterte. Im Landkreis Celle wurde er außerdem im selben Jahr zum Landrat gewählt. Nachdem er im Folgejahr im Wahlkreis 50 in die dritte Wahlperiode des Landtags von Niedersachsen gewählt worden war, trat er als Landrat zurück. Hörmann wurde auch 1959 direkt in die vierte Wahlperiode gewählt und gehörte dem Landtag schließlich bis 1963 an. Von 1961 bis 1963 war er Vorsitzender des Sonderausschusses Wassergesetz. Später war er noch Aufsichtsratsmitglied der Volksbank Hermannsburg (heute Volksbank Südheide eG) und des Ost-Hannoverschen Stromversorgungsverbandes (SVO). Außerdem war er Aufsichtsratsmitglied der Niedersächsischen Landgesellschaft.